# 吴克坚

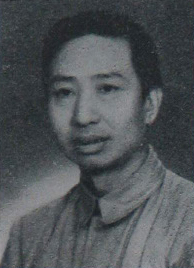
吳克堅近照

吴克坚（1900年—1986年），曾用名吴黑撑，别名李昆、李琨，男，湖南平江人，中华人民共和国政治人物。

## 生平
早年就读长沙岳云教育专科学校，参加爱国学生运动，发起组织乐群书社。1924年加入中国共产党并改名为吴克坚。发动平江地区农民暴动，随后率领部队参加秋收起义。1929年，赶赴上海，并加入中共中央特科任第三科秘书。1932年，被派往苏联莫斯科列宁学院学习。1936年4月赴法国巴黎担任《救国时报》总经理，并组织统战工作。
1938年2月带《救国时报》社大批工作人员经香港回国到武汉的《新华日报》社。任中共中央长江局秘书处副秘书长、周恩来的副官，后担任中共南方局常委、文化工作委员会新闻组组长、1938年至1943年任重庆新华日报社总编辑等。1943年8月入中央党校第一部学习。1945年4月作为南方局的代表出席中共七大。
1945年的抗战胜利之后，李克农就根据周恩来的指示：找在延安参加中共七大的吴克坚谈话，要他到国民党统治区域的心脏地带，继续做党的地下情报领导工作。1945年10月，随周恩来到重庆，任南方局情报部副部长（部长刘少文）。1946年到上海，担任中共中央南京局资料（情报）组组长。1946年6月初，周恩来把吴克坚调往上海工作，同时任命徐光霄后童小鹏接任资料组负责人。至1949年解放，“无一位同志被捕，数部秘密电台无一被敌特侦破。”
中华人民共和国成立后，1949年9月至1951年6月任中共中央华东局统战部副部长、中共上海市委委员。1949年10月兼任中共中央华东局上海联络局局长。1949年12月至1953年1月兼任华东军政委员会委员、秘书长。1951年6月至1954年11月任中共中央华东局统战部部长。1952年7月至1953年5月兼任华东局直属机关党委第二副书记。1953年1月至1954年8月任华东行政委员会秘书长、华东行政委员会体育运动委员会主任，兼任华东行政委员会对资改造第六办公室主任、华东体育委员会主任、上海对台办公室主任、华东行政委员会交通办公室主任等职。
1954年9月至1959年4月任第一届全国人大常委会副秘书长。因对经济建设中“浮夸”、冒进等现象提出批评，1961年被下放任南昌市教育局副局长。不久后更是被开除了党籍。
文化大革命期间受到迫害坐冤狱7年。1980年，出任全国人民代表大会常务委员会法制工作委员会委员、第五届全国政协常委。

## 家庭
儿子吴兆力